# Defari
Dwayne Johnson Jr. (n. 24 ianuarie 1979, Los Angeles, California, SUA), cunoscut mai mult sub numele de scenă Defari, este un cântăreț american de hip-hop.